# Міцкевич Мечислав Казимирович
Міцке́вич (Мицкевич) Мечисла́в (В'ячеслав) Казими́рович (нар. 26 лютого 1879, Кам'янець-Подільський, Хмельницька область, Україна — пом. перед липнем 1939) — польський політичний діяч в Україні, адвокат. Міністр польських справ УНР.

## Коротка біографія
Народився в Кам'янці-Подільському, де закінчив гімназію. Вивчав право в Києві та Одесі. Отримав направлення на роботу до Одеси, згодом переїхав до Києва, де працював адвокатом.
Один з лідерів Польського націонал-демократичного централу. В липні 1917 року призначений товаришем генерального секретаря міжнаціональних справ (польського відділу). У складі уряду з 21 серпня (3 вересня) по 30 жовтня (12 листопада) 1917 року. Одразу після проголошення незалежності України Генеральний Секретаріат був перетворений на Раду Народних Міністрів, до складу якої, серед інших, увійшли міністр великоруських справ Дмитрій Одинець, міністр польських справ Мечислав Міцкевич — з 25 січня по 28 квітня, і міністр єврейських справ Моше Зільберфарб.
Подав у відставку, не погоджуючись з III Універсалом. З 20 січня до 28 квітня 1918 — генеральний секретар польських справ, міністр польських справ УНР.
З травня 1919 працював у Цивільному уряді Східних земель Війська Польського. З 22 лютого 1922 по 1 лютого 1923 — польський воєвода Волині. 1923 року закінчив політичну кар'єру, подальша доля невідома.